# Vi Bilägare
Vi Bilägare är Sveriges största biltidning. Den grundades år 1930 med namnet Bilekonomi av inköpsföreningen Bilägarnas inköpscentral som sedan blev OK.

## Introduktion
Vanligt innehåll i tidningen Vi Bilägare är tester av nya och begagnade bilar, provkörningar och jämförelser, gör det själv-tips och avslöjande reportage. Annat som är återkommande är tester av bilrelaterade produkter (takboxar, högtryckstvättar, däck och så vidare) till resereportage med fokus på framför allt Europa. Vi Bilägare har flera testmetoder som är unika för branschen. Bland annat är Vi Bilägare den enda tidningen som med hjälp av fiberoptik analyserar rostskydd på bilar. Tidningen har också ett unikt laboratorium som mäter ljusbilden från strålkastarna.

## Papperstidningen
Vi Bilägare ges ut i 16 nummer per år i tryckt form. TS upplaga för 2020 uppges till 65 600. Genom åren har ett antal specialtidningar getts ut med fokus på begagnade fordon samt resor som kan göras med bil. Redaktionen ger även ut en tidning där samtliga årets tester finns publicerade, vilken går under namnet Vi Bilägare Testspecial.

## Internet
- Vi Bilägare lanserade sin hemsida strax innan millennieskiftet. På sidan kunde man tidigt anmäla fel på bilar, vilket hjälpt redaktionen att identifiera brister som många gånger bör hanteras av fordonstillverkaren då de är att betrakta som typfel. Idag finns Vi Bilägare representerade i de flesta digitala kanaler och jobbar aktivt med både text, ljud och rörlig bild. Som prenumerant har du fri tillgång till samtliga artiklar via hemsidan, vilken fick en betalvägg 2020.
- Vi Bilägare startade en podcast år 2014. Fram till år 2023 släpptes ett avsnitt varje fredag där lyssnarna kan höra redaktionen diskutera det som hänt i veckan i form av provkörningar, tidningens långteststall, tester och sådant som rör bilismen i Sverige. Från och med 2024 släpps avsnitt sporadiskt.